# Carlos Cerutti
Carlos Alberto Cerutti (Morteros, 12 de febrero de 1969 - Córdoba, 3 de mayo de 1990) fue un baloncestista argentino.
Con 2,04 metros de altura, jugaba habitualmente en la posición de ala pivote. Falleció prematuramente, como víctima de un siniestro vial. Al momento de su deceso era considerado uno de los jugadores de baloncesto de su país con mayor proyección a futuro.

## Carrera
Su breve carrera como baloncestista profesional se desarrolló íntegramente en Atenas entre 1985 y 1990. El primer partido oficial en que pisó la cancha junto al plantel mayor de Atenas ocurrió el 24 de agosto de 1985, en el cruce en que los suyos debían enfrentar a Olimpo.
En total disputó 148 encuentros con la camiseta verde, en los que promedió 11 puntos y 5,8 rebotes por partido. Fue campeón con su equipo en dos oportunidades: 1987 y 1988. 
El periodista Luis Alberto López dijo sobre él:

“En aquel tiempo había carencia de pivotes en Argentina y ‘Palito’ pintaba para ser un jugador desequilibrante en ese puesto. Tenía técnica, corazón y garra. Era un jugador muy completo y con mucha noción de juego. Antes de recibir la pelota, él ya sabía si tenía que tirar al aro o descargar la pelota en un compañero”

### Estadísticas

#### Totales
| Equipo | PJ  | PT   | 2P  | 3P | TL  | OR  | DR  | RT  | AST | ROB | BLQ |
| ------ | --- | ---- | --- | -- | --- | --- | --- | --- | --- | --- | --- |
| Atenas | 148 | 3476 | 685 | 0  | 260 | 276 | 583 | 859 | 15  | 35  | 37  |

#### Promedios
| Equipo | PJ  | PT   | 2%  | 3% | L%  | OR  | DR  | RT  | AST | ROB | BLQ |
| ------ | --- | ---- | --- | -- | --- | --- | --- | --- | --- | --- | --- |
| Atenas | 148 | 11,0 | 65% | 0% | 61% | 1,9 | 3,9 | 5,8 | 0,1 | 0,2 | 0,3 |

## Selección nacional
Cerutti fue miembro de los seleccionados juveniles de baloncesto de Argentina, e hizo su debut con la selección absoluta en el Campeonato Sudamericano de Baloncesto de 1987, en el que su equipo terminó en el primer puesto. Jugó también en el Campeonato FIBA Américas de 1989, por lo que es lícito especular que, de no haber fallecido, hubiese sido convocado al Campeonato Mundial de Baloncesto de 1990. 

## Palmarés

### Clubes
| Título                   | Club   | País      | Año  |
| ------------------------ | ------ | --------- | ---- |
| Liga Nacional de Básquet | Atenas | Argentina | 1987 |
| Liga Nacional de Básquet | Atenas | Argentina | 1988 |

### Selección
| Título                                | País     | Año  |
| ------------------------------------- | -------- | ---- |
| Campeonato Sudamericano de Baloncesto | Paraguay | 1987 |

### Menciones
- Jugador Más Valioso de las finales de la LNB de 1988.
- Participación en el Juego de las Estrellas de la LNB en 1989 y 1990.

## Fallecimiento
En la madrugada
del 21 de abril de 1990,
a la edad de 21 años, cuando regresaba a Morteros ―su ciudad natal― acompañado por tres amigos,
el automóvil que conducía chocó de lleno contra un guardarraíl.
Fue internado de urgencia en la ciudad de Córdoba.
Falleció 12 días después, el 3 de mayo de 1990.

## Homenajes
En su memoria se rebautizó al Polideportivo General San Martín -el mayor estadio para la práctica de básquetbol y voleibol de la ciudad de Córdoba- como Polideportivo Carlos Cerutti. 
Asimismo la Asociación Deportiva 9 de Julio de Morteros, el club en el que comenzó a practicar baloncesto, denominó a su estadio techado con el nombre del jugador.  